# 影の森
「影の森」（かげのもり、原題: "Forest of the Dead"）は、イギリスのSFドラマ『ドクター・フー』の第4シリーズ第9話。2008年6月7日に BBC One で初放送された。5月31日に放送された前編「静寂の図書館」と二部作をなす後編である。
本作ではタイムトラベラーの派遣社員ドナ・ノーブル（演:キャサリン・テイト）が51世紀の惑星規模の図書館のハードドライブに存在する仮想現実に囚われ、そこでの結婚生活という偽の記憶を植え付けられる。同時に、もう一人のタイムトラベラーである10代目ドクターは、ヴァシュタ・ナラーダと呼ばれる微生物の群れに追われて図書館のハードドライブに保存された数千人の人間とドナを救出しようとする。また、本作では未来のドクターと近しい関係にあるが現時点のドクターは出会ったばかりである、考古学者リヴァー・ソング（演:アレックス・キングストン）の死が描かれた。

## 連続性
スティーヴン・モファットによると、襲い来るヴァシュタ・ナラーダから一行を逃がすためにソングが使用した正方形銃は、「ドクターは踊る」でジャック・ハークネス（演:ジョン・バロウマン）が使用したソニック・ブラスターと同じ物であると意図されている。モファットは、「わかれ道」の後ターディスに残されたソニック・ブラスターがドクターの未来でソングにより回収されたと提唱した。なお正方形銃 ("squareness gun") という名称は先のエピソードでローズ・タイラー（演:ビリー・パイパー）が作った名前である。

## 製作

### 脚本
「静寂の図書館」の原題 "Forest of the Dead" は当初 "River's Run" というタイトルで告知されていたが、製作の比較的遅い段階で変更された。コンピュータの作り出した世界にいるドナの2人の子どもジョシュとイーラは、スティーヴン・モファットの子どもとその友人の名前にちなんで命名された。

### キャスティング
エグゼクティブ・プロデューサーのラッセル・T・デイヴィスが"ある種のドクターの妻"と形容したリヴァー・ソング役には、制作チームはケイト・ウィンスレットをキャスティングしようとした。ウィンスレットが最初に演技した役の1つは BBC One のティーン向けドラマ『Dark Season』で、その脚本はデイヴィスが担当していた。リヴァー・ソング役は最終的にアメリカの人気ドラマ『ER緊急救命室』の出演で知られるアレックス・キングストンが採用され、それについてデイヴィスは「彼女がべらぼうに大好きだ！」("I bloody love her!")と述べた。
ストラックマン・ラックス役はザ・リーグ・オブ・ジェントルメンのメンバーであることが有名なスティーヴ・ペンバートンが演じた。ペンバートンのリーグ仲間マーク・ゲイティスは「にぎやかな死体」から「火星の女王」まで9作の脚本を担当し、第3シリーズ「ラザラスの欲望」や第6シリーズ「ドクター最後の日」、2017年クリスマススペシャル「戦場と二人のドクター」に出演した。また、彼はドラマ『Blackpool』でデイヴィッド・テナントと共演した。

### 撮影
本作と「静寂の図書館」のうち複数のシーンがスウォンジーのブラングィン・ホールで撮影されており、ターディスが得着した際の受付エリア、ドクターとドナが無人の図書館を見下ろした階段などがある。本作のクライマックスである図書館のデータコアのシーンはスウォンジーの Waunarlwydd に所在する現在使用されていないアルコアの工場の変電所で撮影された。他のシーンはオールド・スウォーンジ中央図書館で撮影された。
CALのデータバンクでのシーンはセント・ニコラスのダフリン・ガーデンで撮影された。
キャサリン・テイトが本作で着たウエディングドレスは「消えた花嫁」で着たものと同じドレスである。

## 反応
本作の視聴者数は784万人で、番組視聴占拠率は40%に達した。これは第4シリーズで、そしてこの放送時間枠で最も高い数値であった。本作の Appreciation Index は89 ("Excellent") を記録し、これは第1シリーズ「わかれ道」、第2シリーズ「永遠の別れ」、そして前話「静寂の図書館」と並んで新シリーズで最高値であった。
本作は「静寂の図書館」と共にヒューゴー賞映像部門短編部門にノミネートされた。